# فريق نسيم البحر
فريق ساجار باوان للاستعراص الجوي، (السنسكريتية: نسيم البحر). (بالإنجليزية: Sagar Pawan)‏. هو فريق استعراض جوي من أذرع طيران البحرية الهندية. وهو واحد من اثنين فقط من الفرق الاستعراضية البحرية في العالم، والآخر هو الملائكة الزرقاء للبحرية الأمريكية.